# One Love (canción de Bob Marley)
«One Love» es una canción escrita e interpretada por Bob Marley. La canción apareció por primera vez en album debut de The Wailing Wailers, posteriormente conocidos como Bob Marley & The Wailers, luego sería lanzada en el album Exodus de 1977.

## Video musical
Después de la muerte de Bob Marley, en 1984, se realizó un vídeo musical en el que se encontraba el exintegrante de The Beatles Paul McCartney entre otros artistas.

## En la cultura popular
- La canción ha aparecido en anuncios de televisión Jamaica Tourist Board desde 1994.
- En 2007, Stephen Marley y Richard Branson volvió a grabar la canción en Jamaica para promover Branson de Virgin Airways vuelos a Jamaica.
- One Love es también el título de una película de reggae romántico a partir de 2003, protagonizada por Ky-Mani Marley, uno de los hijos de Marley.
- La canción aparece en la película Marley & Me. Cuando la canción se escucha en la radio, que inspira el personaje de nombrar al perro Marley.
- El coro también se tomaron muestras en la canción promocional de la organización sin fines de lucro, educativa Birthright Israel, el hogar Shi 360.
- La canción fue grabado por Antonio Banderas en la película de animación del 2010, Shrek Forever After.
- "One Love" fue cantado en Glee por Mark Salling (Noah Puckerman) y Kevin McHale (Artie Abrams) en el episodio "Never Been Kissed".